# Мыза (Каргопольский район)
Мыза — деревня в Каргопольском районе Архангельской области России. Входит в состав Павловского сельского поселения.

## География
Деревня находится в юго-западной части Архангельской области, в южной зоне средней тайги, к северу от озера Лача, к югу от автодороги 11Р-002, на расстоянии примерно 4 километров (по прямой) к западу-юго-западу (WSW) от города Каргополя, административного центра района.

### Часовой пояс
Мыза, как и вся Архангельская область, находится в часовой зоне МСК (московское время). Смещение применяемого времени относительно UTC составляет +3:00.

## Население
| 2002 | 2010 | 2012 |
| ---- | ---- | ---- |
| 4    | ↘2   | ↗3   |

Национальный состав
Согласно результатам переписи 2002 года, в национальной структуре населения русские составляли 50 %, армяне — 50 %.